# Leptomastix tanasijtshuki
Leptomastix tanasijtshuki är en stekelart som beskrevs av Sharkov 1983. Leptomastix tanasijtshuki ingår i släktet Leptomastix och familjen sköldlussteklar. Inga underarter finns listade i Catalogue of Life.